# Салту-Велозу
Салту-Велозу (порт. Salto Veloso)  —  муниципалитет в Бразилии, входит в штат Санта-Катарина. Составная часть мезорегиона Запад штата Санта-Катарина. Находится в составе крупной городской агломерации . Входит в экономико-статистический  микрорегион Жоасаба. Население составляет 4206 человек на 2006 год. Занимает площадь 105,042 км². Плотность населения — 40,0 чел./км².
Праздник города — 15 декабря.

## Статистика
- Валовой внутренний продукт на 2003 составляет 93.206.125,00 реалов (данные: Бразильский институт географии и статистики).
- Валовой внутренний продукт на душу населения на 2003 составляет 22.900,77 реалов (данные: Бразильский институт географии и статистики).
- Индекс развития человеческого потенциала на 2000 составляет 0,796 (данные: Программа развития ООН).